# رد روور (کلیپر)
رد روور (کلیپر) (به انگلیسی: Red Rover (clipper)) یک کشتی است. این کشتی در سال ۱۸۳۰ ساخته شد.